# Ähijärve Peräjärv
Ähijärve Peräjärv (est. Peräjärv (Ähijärve Peräjärv)) – jezioro w Estonii, w prowincji Võrumaa, w gminie Antsla.  Położone jest na południe od wsi Ähijärve. Ma powierzchnię 1,3 ha linię brzegową o długości 507 m, długość 225 m i szerokość 90 m. Sąsiaduje z jeziorami Ähijärve Vahejärv, Ahnõjärv, Pautsjärv, Ähijärve Kogrõjärv. Położone jest na terenie Parku Narodowego Karula.